# Société nationale d’électrolyse et de pétrochimie
Société nationale d'électrolyse et de pétrochimie S.A. (SNEP) ist ein marokkanisches Unternehmen mit Sitz in Mohammedia. Es ist auf die Herstellung und Vermarktung von Vinylprodukten (PVC) und solchen, die durch Elektrolyse hergestellt werden, spezialisiert. Die Tätigkeit der Gruppe ist um 5 Produktfamilien herum organisiert:
- PVC und PVC-Komponenten
- Soda
- Bleichmittel
- Chloride
- Salzsäure

SNEP war der Ursprung der Entwicklung der kunststoffverarbeitenden Industrie in Marokko und ist nach wie vor führend in Nordafrika. Die Produkte von SNEP werden in verschiedenen Sektoren angewendet, darunter Bergbau, Bauwesen, Abwasserentsorgung, Trinkwasserversorgung, Automobile, Bewässerung, Agrar- und Lebensmittelindustrie, Textilien usw.
Die Aktien sind an der Bourse de Casablanca notiert und sowohl Teil des Moroccan All Shares Index (MASI) als auch des MASI 20, dem Index der 20 meist gehandelten Unternehmen.

## Geschichte
1973 wurde SNEP als Staatsunternehmen mit einer jährlichen PVC-Produktionskapazität von 28.000 t gegründet. 1993 wurde SNEP durch die Übernahme durch die YNNA Holding-Gruppe privatisiert. 1998 wurde die jährliche PVC-Produktionskapazität auf 50.000 t erhöht. Die Einstellung der Quecksilberelektrolyse und deren Ersetzung durch die Membrantechnologie erfolgten im Jahr 2003.
Der Börsengang von SNEP durch Inverkehrbringen von 37,08 % des Kapitals geschah im Jahr 2007. Ein Jahr später wurde die jährliche PVC-Produktionskapazität auf 70.000 t erhöht. 2009 wurde das Unternehmen nach ISO 9001, ISO 14001 und OHSAS 18001 zertifiziert. 2010 wurde ein umfangreiches Investitionsprogramm zur Erhöhung der jährlichen Produktionskapazität von PVC auf 120.000 t und Soda auf 115.000 t für einen Gesamtbetrag von 650 Mio. Dirham gestartet. 2012 wurde ein Antrag auf Durchführung von Antidumpingmaßnahmen auf Einfuhren von PVC aus den Vereinigten Staaten, der Europäischen Union und Mexiko gestellt. Der Start des Projekts „Compound PVC“ geschah im Jahr 2022.